# Diaphone lampra
Diaphone lampra là một loài bướm đêm trong họ Noctuidae.